# Bedford-Stuyvesant
Bedford-Stuyvesant er et kvarter i den centrale del af Brooklyn i New York. Navnet er en udvidelse af navnet på området Bedford for at inkludere området Stuyvesant Heights. "Stuyvesant" er fra Peter Stuyvesant, den sidste guvernør af Nieuw-Nederland.
40°41′00″N 73°56′28″V / 40.683333333333°N 73.941111111111°V